# Carmen Diana Deere
Carmen Diana Deere (Carlsbad, Nuevo México, 1 de agosto de 1945) es una economista feminista estadounidense experta en políticas de tierra y reforma agraria, movimientos sociales rurales y género en el desarrollo de América Latina. Ha realizado numerosas investigaciones sobre acceso a la tierra, autonomía económica de la mujer rural y derechos de propiedad en América Latina. Es profesora emérita de Estudios Latinoamericanos y Alimentación Recursos Económicos de la Universidad de Florida y profosora emérita de FLACSO-Ecuador.

## Trayectoria
Se graduó en Política Internacional y Economía en la Universidad de Colorado, realizó un master en Estudios de Desarrollo en la The Fletcher School of Law and Diplomacy (1968) y se doctoró en economía agrícola por la Universidad de Berkeley (1978).
De 1992 a 2004 fue Directora de los Estudios Latinoamericanos y del Centro para América Latina, Caribe y Estudios Latinos de la Universidad de Massachusetts, Amherst.
De 2004 a 2011 fue profesora de economía agrícola y estudios latinoamericanos en la Universidad de Florida donde de 2004 a 2009 dirigió el Centro de Estudios de América Latina. También ha sido consultora del Programa de Desarrollo de Naciones Unidas sobre Brasil (2004) y ha participado en diversos programas sobre género en universidades latinoamericanas. 
Entre 2009 y 2010 fue investigadora visitante de la Facultad Latinoamericana de Ciencias Sociales-Ecuador donde realizó un estudio nacional sobre género y la propiedad de activos.
Ha sido presidenta de la Latin American Studies Association Asociación de Estudios Latinoamericanos (LASA) la asociación que reúne a los expertos en Latinoamérica de todas las disciplinas y a diversas áreas ocupacionales en todo el mundo con más de 12.000 miembros y del New England Council of Latin American Studies (NECLAS). En la actualidad participa en el comité editorial de varias revistas especializadas como World Development Journal of Agrarian Chage  y editora asociada de la revista Feminist Economics.
Ha recibido numerosas becas de investigación entre ellas de la Fundación Ford para realizar un estudio comparativo sobre los derechos de género y de la tierra en América Latina y la difusión de los resultados (1997-2001), del Banco Mundial para realizar investigaciones sobre mujeres y derechos de la tierra en América Latina. De 2013 a 2015 realizó una investigación internacional "Gender Asset Gap Project"  centrada en la mejora de las estadísticas sobre el género y los activos y análisis de la capacidad de negociación dentro del hogar de las mujeres, financiado por ONU Mujeres.
Deere participa actualmente en el Grupo Internacional sobre el Progreso Social (IPSP), convocado por Amartya Sen y sigue desarrollando investigaciones en Ecuador (FLACSO) y en Cuba con la Universidad de La Habana en el proyecto de colaboración en el sector agrícola y la economía internacional: desafíos y oportunidades para Cuba y los Estados Unidos.

## Género y acceso a la tierra
Las investigaciones y el trabajo de Deere con frecuencia realizados con Magdalena León Gómez han contribuido a impulsar los cambios que desde 1980, se han producido en la gran mayoría de los países en América Latina con respecto a la reforma de las leyes de tierra, los códigos civiles y de familia y la aprobación de nuevas legislaciones que reconoce la igualdad de derechos entre hombres y mujeres, incluyendo sus derechos de propiedad
Su investigación se centra en género y desarrollo y de manera específica la distribución por sexo de los activos y de riqueza, el desarrollo agrícola y la política de tierras, los movimientos sociales rurales, y la historia agraria.
Desde sus primeros trabajos a finales de los años 70 visibilizando la situación de las mujeres en el mundo rural latinoamericano y la discriminación histórica que han sufrido en relación con la propiedad de la tierra a pesar del trabajo que aportan, sus trabajos han puesto en evidencia el valor de la propiedad de la tierra para la mujer en América Latina y la forma en que tanto esa propiedad como otros activos están relacionados con la autonomía económica, el poder de negociación y el empoderamiento económico de las mujeres. 
Mayor autonomía económica fortalece directamente la posición de resguardo de la mujer y, por lo tanto, su poder de negociación dentro del hogar. El "acceso a la tierra" por parte de las mujeres, no significa tener "derecho a la tierra"

En América Latina las mujeres pueden heredar y poseer tierra a nombre propio, pero esto no necesariamente significa que sean propietarias legítimas si socialmente se espera que vendan su derecho de herencia a un hermano; no significa que tengan un control efectivo si, por ejemplo, la tierra heredada por la mujer se incorpora al patrimonio familiar que administra el jefe de hogar, el hombre.
Deere y León (2002)

Carmen Diana Deere señala que para que se consolide el empoderamiento económico – entendido como un proceso mediante el cual la mujer logra su autonomía económica– se debe profundizar en el análisis de aspectos tales como la propiedad de la tierra, el control sobre ella y los múltiples factores que determinan mejores capacidades de negociación en el interior de la familia y la comunidad. Resalta la necesidad de promover una mayor inclusión de las mujeres en los datos y censos para que estos reflejen información relevante sobre la distribución de la propiedad y analiza la información existente en varios países durante la última década.
Los datos de encuestas de Ecuador, Ghana y la India demuestran que las mujeres propietarias participan activamente en las decisiones con respecto a sus propias parcelas. Su papel en la toma de decisiones se pasa por alto en la mayoría de las encuestas y censos agrícolas que se centran en la jefatura de hogar en lugar de quien en el hogar es dueño de la tierra, peligro de la seguridad alimentaria.

## Premios y reconocimientos
- 1997 Chancellor's Medal. University of Massachusetts, Amherst
- 2018 Silvert award[6]

### Libros y trabajos premiados
- 2006 James A. Robertson Prize, Conference on Latin American History, por “Liberalism and Married Women’s Property Rights,” mejor artículo en HAHR in 2005
- 2003 Bryce Wood Book Award, Latin American Studies Association, por Empowering Women
- 2002 Best Book Award, New England Council of Latin American Studies, por Empowering Women
- 2002 Best Book Award, Latino Literary Hall of Fame, History Division, por Empowering Women
- 2002 Best Book Award, Cuban Academy of Sciences, Social Science Division, por Historias Agrarias
- 2001 Best Book Award, University of Havana, por Historias Agrarias 2
- 1998 Joseph P. Criscenti Best Article Award, New England Council of Latin American Studies, por “Here Come the Yankees!”
- 1991 Best Book Award, New England Council of Latin American Studies, por Household and Class Relations

## Publicaciones
Entre sus principales publicaciones se encuentran: 
- Deere, Carmen Diana (1977). The development of capitalism in agriculture and the division of labor by sex: a study of the northern peruvian sierra. Michigan, USA: University Microfilms International.
- Deere, Carmen Diana; Leal, Magdalena León de (1980). Mujer y capitalismo agrario: estudio de cuatro regiones colombianas. Asociación Colombiana para el Estudio de la Población.
- Deere, Carmen Diana; Leal, Magdalena León de (1982). Women in Andean agriculture: peasant production and rural wage employment in Colombia and Peru (en inglés). International Labour Office. ISBN 9789221031062.
- Leal, Magdalena León de; Deere, Carmen Diana; Marulanda, Nohra Rey de (1982). Debate sobre la mujer en América Latina y el Caribe: Sociedad subordinación y feminismo. Asociación Colombiana para el Estudio de la Población. vol. I, La Realidad Colombiana; vol. II, Las Trabajadoras del Agro; vol. III, Sociedad, Subordinación y Femenismo. Bogotá: Asociación Colombiana para el Estudio de la Población.
- CIERA Rural Women’s Research Team y Carmen Diana Deere (1984). La Mujer en las Cooperativas Agropecuarias en Nicaragua. Managua: Centro de Investigación y Estudio de la Reforma Agraria.
- Deere, Carmen Diana y José Luis Coraggio (1986). Expanded Spanish collection, La Transición Difícil: El Desarrollo de los Pequeños Países Periféricos. México:  Siglo XXI, 1986); reimpreso, Managua:  Editorial Vanguardia, 1987.
- Fagen, Richard R.; Deere, Carmen Diana (1986). Transition and Development: Problems of Third World Socialism (en inglés). Monthly Review Press. ISBN 9780853457046. Consultado el 12 de octubre de 2016.
- Deere, Carmen Diana y Magdalena León (1986). La Mujer y la Política Agraria en América Latina. Bogotá: Siglo XXI.
- Deere, Carmen Diana (1986). Tough Row to Hoe:  Women in the Nicaraguan Agricultural Cooperatives. San Francisco: Institute for Food and Development Policy.
- Deere, Carmen Diana (1987). Rural women and state policy: feminist perspectives on Latin American agricultural development (en inglés). Westview Press. ISBN 9780813373911. Consultado el 12 de octubre de 2016.
- Deere, Carmen Diana; Antrobus, Peggy (1990). In the shadows of the sun: Caribbean development alternatives and U.S. policy (en inglés). Westview Press. ISBN 9780813310282. Consultado el 12 de octubre de 2016.
- Deere, Carmen Diana (1 de enero de 1990). Household and Class Relations: Peasants and Landlords in Northern Peru (en inglés). University of California Press. ISBN 9780520066755. Consultado el 12 de octubre de 2016.
- Deere, Carmen Diana (1 de enero de 1992). Familia y relaciones de clase: el campesinado y los terratenientes en la sierra norte del Perú, 1900-1980. Instituto de Estudios Peruanos. ISBN 9788489303188. Consultado el 12 de octubre de 2016.
- Deere, Carmen Diana, Niurka Pérez, Cary Torres, Myriam García y Ernel González (1998). Guines, Santo Domingo and Majibacoa: sobre sus historias agrarias. Havana:  Editorial de Ciencias Sociales.
- Leal, Magdalena León de; Deere, Carmen Diana; (professor.), Elizabeth García; V, Julio César Trujillo (1999). Género y derechos de las mujeres a la tierra en Ecuador. Consejo Nacional de las Mujeres.
- Deere, Carmen Diana; Leal, Magdalena León de (1999). Mujer y tierra en Guatemala. AVANCSO Asociación para el Avance de Ciencias Sociales en Guatemala.
- Deere, Carmen Diana; Leal, Magdalena León de (1 de enero de 1999). Towards a gendered analysis of the Brazilian agrarian reform (en inglés). Center for Latin American & Caribbean Studies, University of Connecticut.
- Deere, Carmen Diana; Leal, Magdalena León de (1997). Women and land rights in the Latin American neo-liberal counter-reforms (en inglés). Women in International Development, Michigan State University.
- Deere, Carmen Diana; Leal, Magdalena León de (1 de enero de 2000). Género, propiedad y empoderamiento: tierra, Estado y mercado en América Latina. TM Editores : UN, Facultad de Ciencias Humanas. ISBN 9789586019019. Consultado el 12 de octubre de 2016.
- Deere, Carmen Diana; Leal, Magdalena León de (2001 - 2014). Empowering Women: Land and Property Rights in Latin America (en inglés). University of Pittsburgh Pre. ISBN 9780822972327.
- Baranyi, Stephen, Manuel Morales y Carmen Diana Deere,  (2004).  Land and development in Latin America: Openings for policy research. Ottawa: The North – South Institute: International development.
- Deere, Carmen Diana; Leal, Magdalena León de (2002). Género, propiedad y Empoderamiento: tierra, estado y mercado en América Latina. PUEG. ISBN 9789683699367.
- Deere, Carmen Diana y Cheryl Doss, eds. (2007). Women and the Distribution of Wealth. London and New York:  Routledge.
- Deere, Carmen Diana y Frederick S. Royce, eds. (2009). Rural social movements in Latin America: Organizing for sustainable livehoods. Florida: University Press of Florida.